# The Kew

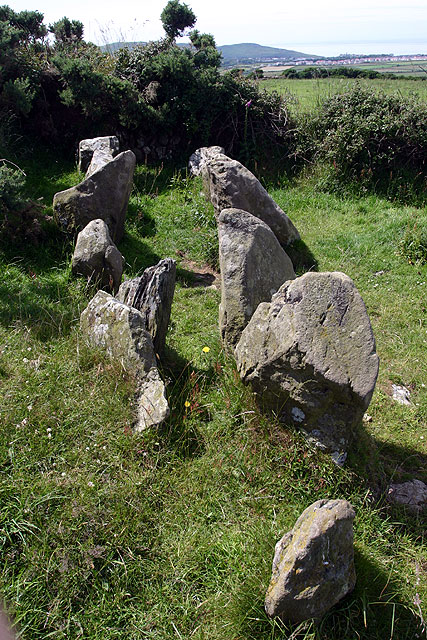
Giant’s Grave

Das The Kew (auch Liaght ny Fawyr oder Giant’s Grave genannt) liegt in Kirk German, bei Glenmooar auf der Isle of Man.
The Kew ist eine doppelte Steinreihe aus etwa 15 Steinen, deren Abstand und Größe zum östlichen Ende hin kleiner wird. Die Steine sind leicht nach innen geneigt, so dass es unwahrscheinlich ist, dass dies nicht der Originalzustand ist. Im Westen endet die Formation abrupt an einer alten Feldgrenze. Die in der lokalen Literatur häufiger erwähnte Anlage wurde 1927 untersucht.
Zweifellos hat die Errichtung der Feldgrenze die Anlage gestört und es ist unmöglich zu beurteilen, ob der große Stein im Wall sich in situ befindet. Es gibt Spuren eines Hügels auf der Westseite der Feldgrenze, aber keine weiteren Steine. Die Gesamtlänge beträgt 26,0 m.
Am westlichen Ende der „Steinallee“ wurden unter der Grasnarbe eine Art Pflaster und Reste eines Walls entdeckt. Das Denkmal könnte eine zerstörte Megalithanlage unbekannten Typs sein.
Den Namen Giant’s Grave(s) tragen außerdem:
die Steinkiste Giant’s Grave auf der Isle of Man, die Steinreihe Giant’s Grave (Cumbria), vorzeitliche Monumente im County Antrim (Nordirland), im County Tipperary (Irland) und der Parc Cwm Cairn bei Swansea, in Wales. Giants’ Graves sind auch Reste einer Megalithanlage auf der Isle of Arran in Schottland und der Giants’ Graves in North Yorkshire in England.